# Interior Gateway Routing Protocol
 (novembre 2015).
Si vous disposez d'ouvrages ou d'articles de référence ou si vous connaissez des sites web de qualité traitant du thème abordé ici, merci de compléter l'article en donnant les références utiles à sa vérifiabilité et en les liant à la section « Notes et références ».
Interior Gateway Routing Protocol (IGRP) est un protocole de routage classful de type IGP à vecteur de distances créé par Cisco et utilisé par les routeurs pour échanger leurs tables de routage dans un système autonome.

## Description
IGRP a été créé en partie pour remédier aux limitations de RIP quand il est utilisé dans de grands réseaux. IGRP permet des métrique multiples pour chaque route, en incluant la bande passante, la charge, le délai, MTU, et la fiabilité ; pour comparer 2 routes ces métriques sont combinées en un seul, en utilisant une formule ajustable. Le nombre maximal de « hop » pour les paquets routés en IGRP est de 255.
Son successeur est EIGRP qui apporte des fonctionnalités de Diffusing Update Algorithm (en) (DUAL) à IGRP.